# Frankfurt (Markt Taschendorf)
Frankfurt ([ˈfʁaŋkfʊʁt] ⓘ, fränkisch: Frangfad (an da Dorahegng, an da Hegng, an da Steinach)) ist ein Gemeindeteil des Marktes Markt Taschendorf im Landkreis Neustadt an der Aisch-Bad Windsheim (Mittelfranken, Bayern). Die Gemarkung Frankfurt hat eine Fläche von 4,607 km². Sie ist in 545 Flurstücke aufgeteilt, die eine durchschnittliche Fläche von 8453,10 m² haben. In ihr liegen neben dem namensgebenden Ort die Gemeindeteile Birkach und Klösmühle.

## Geographie
Das Dorf liegt in Tallage an der Steinach und einem namenlosen Zufluss der Steinach. Die Staatsstraße 2417 führt zur Staatsstraße 2259 bei der Klösmühle (0,5 km südlich) bzw. nach Markt Taschendorf (3 km nordöstlich). Die Kreisstraße NEA 13 führt nach Kornhöfstadt (1,4 km nordwestlich). Eine Gemeindeverbindungsstraße führt nach Birkach (1 km östlich).

## Geschichte
Der Ort wurde 1340 als „Frankenfuͤrt“ erstmals urkundlich erwähnt. Das Bestimmungswort des Ortsnamens ist der Personenname Franko, evtl. aber auch der Volksname Franken. Frankfurt lag im Fraischbezirk des würzburgischen Amtes Bibart. Die Herren von Schwarzenberg hatten hier Untertanen.
Im Rahmen des Gemeindeedikts (frühes 19. Jahrhundert) wurde Frankfurt dem Steuerdistrikt Thierberg zugeordnet. Zugleich entstand die Ruralgemeinde Frankfurt, zu der Klösmühle gehörte. Sie unterstand in Verwaltung und Gerichtsbarkeit dem Herrschaftsgericht Schwarzenberg (1852 in das Landgericht Scheinfeld umgewandelt). und in der Finanzverwaltung zunächst dem Rentamt Scheinfeld, nach dessen Auflösung im Jahr 1818 dem Rentamt Iphofen. Für einige Jahre gehörte Birkach zur Gemeinde. Spätestens 1846 wer der Ort wieder Bestandteil der Gemeinde Kornhöfstadt. Für die Verwaltung war ab 1862 das Bezirksamt Scheinfeld (1939 in Landkreis Scheinfeld umbenannt) und für die Finanzverwaltung ab 1879 das Rentamt Markt Bibart zuständig (1919–1929: Finanzamt Markt Bibart, 1929–1972: Finanzamt Neustadt an der Aisch, seit 1972: Finanzamt Uffenheim). Die Gerichtsbarkeit blieb beim Landgericht Markt Bibart, mit dessen Auflösung kam sie 1879 an das Amtsgericht Scheinfeld. Die Gemeinde Frankfurt hatte 1964 eine Gebietsfläche von 2,472 km². Am 1. Januar 1972 wurde Frankfurt im Zuge der Gebietsreform in Bayern nach Markt Taschendorf eingemeindet.

### Baudenkmäler
- Zwei Bildstöcke[14]

ehemalige Baudenkmäler
- Haus Nr. 4: Erdgeschossiges Wohnstallhaus mit Halbmansarddach auf profilierter Holztraufe; erste Hälfte des 19. Jahrhunderts (angeblich 1806). Kellerfenster im Sockel. Verputzter Massivbau von drei zu sechs Achsen.[15]
- Haus Nr. 5: Erdgeschoss angeblich 1834. Obergeschoss 1925. Zweigeschossiges Wohnstallhaus mit Giebel zur Straße. Verputzter Massivbau von drei zu fünf Achsen. Bandförmiges Gurtgesims, über den geknickten Eckvorlagen verkröpft. Unter den Sohlbänken des Obergeschosses geschweifte Putzfelder mit Jugendstilornament. Über der Tür Ovalkartusche mit Lorbeerkranzrahmen, bezeichnet „19 NJ“ (ligiert; Josef Nistler) „25“.[15]
- Haus Nr. 6: Zweigeschossiges verputztes Wohnhaus, auf der Innentreppe bezeichnet „18 J.R. 85“. Zweigeschossiges verputztes Wohnhaus mit Kellersockel. Geknickte Eckpilaster. Im Satteldach vier stehende Gaupen mit Arkadenfries und Kleeblattgehängen unter den konsolförmigen Kopfstücken der Rahmenpfosten.[15]
- Haus Nr. 14a: Gemeindehaus. Erdgeschossiges Traufhaus, im Türsturz datiert „1809“. Verputzter Massivbau mit Satteldach, zwei zu vier Achsen. Hölzerner Dachreiter mit Glocke, auf zwei Stützen; Zeltdach mit Kugelknauf.[15]

### Bodendenkmäler
In der Gemarkung Frankfurt gibt es fünf Bodendenkmäler.

### Einwohnerentwicklung
Gemeinde Frankfurt
| Jahr      | 1818  | 1840   | 1852   | 1855   | 1861   | 1867   | 1871   | 1875   | 1880   | 1885   | 1890   | 1895   | 1900   | 1905   | 1910   | 1919   | 1925   | 1933   | 1939   | 1946   | 1950   | 1952   | 1961   | 1970   |
| Einwohner | 135   | 140    | 157    | 166    | 145    | 136    | 128    | 118    | 117    | 129    | 123    | 121    | 122    | 116    | 121    | 110    | 109    | 113    | 98     | 178    | 158    | 152    | 126    | 124    |
| Häuser    | 21    | 18     |        |        |        |        | 23     |        |        | 23     | 35     |        | 21     |        |        |        | 22     |        |        |        | 21     |        | 21     |        |
| Quelle    | [ 9 ] | [ 17 ] | [ 18 ] | [ 18 ] | [ 19 ] | [ 20 ] | [ 21 ] | [ 22 ] | [ 23 ] | [ 24 ] | [ 25 ] | [ 18 ] | [ 26 ] | [ 18 ] | [ 27 ] | [ 18 ] | [ 28 ] | [ 18 ] | [ 18 ] | [ 18 ] | [ 29 ] | [ 18 ] | [ 11 ] | [ 30 ] |

Ort Frankfurt
| Jahr      | 001818 | 001840 | 001861 | 001871 | 001885 | 001900 | 001925 | 001950 | 001961 | 001970 | 001987 |
| Einwohner | *135   | 132    | 140    | 123    | 125    | 111    | 102    | 150    | 119    | 115    | 140    |
| Häuser    | *21    | 17     |        |        | 22     | 20     | 21     | 20     | 20     |        | 31     |
| Quelle    | [ 9 ]  | [ 17 ] | [ 19 ] | [ 21 ] | [ 24 ] | [ 26 ] | [ 28 ] | [ 29 ] | [ 11 ] | [ 30 ] | [ 1 ]  |

## Religion
Frankfurt ist römisch-katholisch geprägt und war ursprünglich nach Mariä Himmelfahrt (Scheinfeld) gepfarrt. Seit 1931 ist die Kuratie St. Margaretha (Kornhöfstadt) zuständig.